# 赤坂日枝神社内巫女強姦事件
赤坂日枝神社内巫女強姦事件（あかさかひえじんじゃないみこごうかんじけん）は、2008年（平成20年）6月13日、東京都千代田区永田町の日枝神社内で巫女が神職に強姦された事件である。

## 概要
2008年（平成20年）6月13日夜、神幸祭の慰労会で権禰宜が巫女に約2時間飲酒を強要した挙げ句、その後に社務所地下2階にある男子禁制の女子参籠室（女子更衣室）に侵入して、同女を脅して強姦した。強姦犯は警視庁から東京地方検察庁に書類送検されたが、その後に強姦罪で起訴された。

## 判決
2009年（平成21年）5月19日、東京地方裁判所で被告に懲役3年の実刑判決（求刑は懲役5年）が下された。裁判長は判決理由で「上司としての立場に乗じた卑劣な犯行で、女性の精神的衝撃や身体的苦痛は大きく、被害後に女性が自殺を図ろうとした事実もあり、刑事責任は重い。」と述べた。

## 補足
犯行の現場となった神社は旧官幣大社かつ現在は別表神社で、江戸時代には江戸山王大権現として徳川将軍家を始めとして江戸で広く信仰を集め、明治維新以降は皇城之鎮と称された全国有数の名門神社であり、その神職が地位を悪用し、弱者的な立場の巫女を神聖な場所で強姦という凶行に及んだことや、警察・検察の不自然な姿勢、被害者に対する誹謗・中傷などから、テレビ朝日のワイドショー番組『スーパーモーニング』は本事件を「心の殺人」と評して報道するなど、社会的な衝撃は少なくなかった。
警察が強姦犯を逮捕しなかったことは異例であり、また東京地方検察庁が起訴に消極的であったため、神社から捜査当局に圧力がかかったとの見方も一部で報じられた。検察側は「起訴が遅くなり、申し訳ありません。神社が捜査に協力的でなかったもので。」と釈明したが、神社は「当神社は、警察ないし検察庁に対し、直接にも間接にも一切要望や働きかけは行っていません。（検察から）非協力的との評価を受ける心当たりはございません。」と否定した。